# Hajkal al-Aszuri
Hajkal al-Aszuri (ar. هيكل العاشوري; fr. Haykel Achouri; ur. 29 sierpnia 1984) – tunezyjski zapaśnik walczący w stylu klasycznym. Trzykrotny olimpijczyk. Piętnasty w Londynie 2012 w kategorii 84 kg; dwudziesty w Pekinie 2008 w wadze 84 kg i szesnasty w Tokio 2020 w kategorii 97 kg.
Zajął szesnaste miejsce na mistrzostwach świata w 2011. Zdobył brązowy medal na igrzyskach śródziemnomorskich w 2013 i piąty w 2009. Dziewięciokrotnie stawał na podium mistrzostw Afryki, w tym siedem razy na najwyższym stopniu: w 2008, 2009, 2010, 2011, 2012, 2013 i 2014. Brązowy medalista igrzysk panarabskich w 2011. Mistrz arabski w 2010 roku.
- Turniej w Pekinie 2008

W pierwszej rundzie miał wolny los a potem przegrał z zawodnikiem Azerskim Szalwa Gadabadze.
- Turniej w Londynie 2012

W pierwszej rundzie miał wolny los a potem przegrał z Ukraińcem Wasylem Raczybą.